# Arnold Zable
Arnold Zable (Wellington, Austràlia, 1947) és un escriptor i novel·lista australià, així com un activista defensor dels drets humans. Ha publicat diverses obres, entre les quals destaca Jewels and Ashes, i tres novel·les: Café Scheherazade, Scraps of Heaven, i Sea of Many Returns. La seva darrera obra, The Watermill, es va publicar el març de 2020.

## Biografia
Zable va néixer el 10 de gener de 1947 a Wellington, Nova Zelanda, fill de refugiats jueus polonesos. Quan era petit la seva famiília es va mudar a Austràlia i va créixer a Carlton, Victoria. Zable és conegut com a storyteller — a través de les seves novel·les i històries curtes. La criítica australiana Susan Varga diu que El seu llibre “Jewels and Ashes” és un llibre de referència de la literatura australiana contemporània."

## Premis i reconeixements
- 1991: National Book Council Lysbeth Cohen Award per Jewels and Ashes
- 1991: Ethnic Affairs Commission Award per Jewels and Ashes
- 1992: FAW ANA Literature Award per Jewels and Ashes
- 1992: Braille Book of the Year Award per Jewels and Ashes
- 1992: Talking Book of the Year award per Jewels and Ashes
- 2001: Shortlisted New South Wales Premier's Literary Awards for fiction for Cafe Scheherazade
- 2003: People's Choice Award, Tasmanian Pacific Fiction Prize per Cafe Scheherazade
- 2004: National Folk Recording Award per The Fig Tree
- 2010: Nominated for The International IMPAC Dublin Literary Award for Sea of Many Returns
- 2013: The Victorian Council for Civil Liberties Voltaire Award
- 2015: Life membership, Writers Victoria
- 2016: Shortlisted, The Victorian Premier's Literary Awards for 'The Fighter'
- 2016: Shortlisted, The New South Wales Literary awards for 'The Fighter'
- 2017: The Australia Council Fellowship for Literature
- 2020: Shortlisted, Queensland Literary Awards, Nonfiction Book Award, for The Watermill[3]

## Publicacions
| Any  | Títol | Editorial               | ISBN               |
| ---- | --- | ----------------------- | ------------------ |
| 1982 | Clown Boy | Oxford University Press | ISBN 0195543777    |
| 1982 | The River Man | Oxford University Press | ISBN 0195543831    |
| 1991 | Jewels and Ashes | Scribe                  | ISBN 0908011202    |
| 1998 | Wanders and Dreamers: Tales of the David Herman Theatre | Hyland House            | ISBN 1864470615    |
| 2001 | Cafe Scheherazade | Text Publishing         | ISBN 187648571X    |
| 2002 | The Fig Tree | Text Publishing         | ISBN 1877008230    |
| 2004 | Scraps of Heaven | Text Publishing         | ISBN 1877008869    |
| 2008 | Sea of Many Returns | Text Publishing         | ISBN 9781921351532 |
| 2011 | Violin Lessons | Text Publishing         | ISBN 9781921758478 |
| 2012 | Lygon St, Little Bourke St, Lonsdale St.: The Vibrant History of Melbourne's Italian, Chinese and Greek Cultural Precincts: Stories From the Heart of Melbourne | City of Melbourne       | OCLC 828643946     |
| 2016 | The Fighter | Text Publishing         | ISBN 9781925355062 |
| 2020 | The Watermill | Text Publishing         | ISBN 9781922268556 |